# Phalaris (cheval)
Pour les articles homonymes, voir Phalaris.
Phalaris (1913-1931) est un cheval de course pur-sang d'origine britannique, et l'un des plus influents étalons de l'histoire.

## Carrière de course
Élevé par son propriétaire Edward Stanley, 17e comte de Derby, entraîné par George Lambton, Phalaris ne connaît qu'un seul hippodrome lors de ses 24 courses, celui de Newmarket où il est à son meilleur sur les courtes distances. Il remporte entre autres les Stud Produce Stakes, les St. George Stakes, le Bretby Handicap et les Challenge Stakes à deux reprises. Il est classé numéro 1 des sprinters en 1917 et 1918.

## Au haras
Le Duc de Westminster a bien failli laisser échapper le meilleur continuateur de son plus grand étalon, Bend Or, fondateur d'une dynastie en lignée mâle qui règne encore aujourd'hui sur l'élevage mondial de pur-sang. En effet l'aristocrate tenta de vendre Phalaris à l'issue de sa carrière de course pour £ 5 000. Ne trouvant aucun preneur à ce prix, il dut se résoudre à contrecœur  le rentrer dans son haras. Pas rancunier, Phalaris allait devenir un étalon d'exception : tête de liste des étalons en Angleterre et en Irlande en 1925 et 1928, et tête de liste des pères de mères en 1937, 1941 et 1942.       
Parmi ses meilleurs produits, citons :        
- 1920 - Pharos : Champion Stakes, 2e Derby d'Epsom ;
- 1922 - Manna : 2000 Guinées, Derby d'Epsom ;
- 1923 - Warden of The Marches : St. Leger ;
- 1923 - Colorado : 2000 Guinées ;
- 1925 - Fairway : Eclipse Stakes, St. Leger, Champion Stakes ;
- 1925 - Pharamond : Middle Park Stakes ;
- 1927 - Caerleon : Eclipse Stakes ;
- 1927 - Fair Isle : 1000 Guinées ;
- 1930 - Chatelaine : Oaks, Champion Stakes.

Au-delà des performances de sa progéniture en piste, Phalaris surtout le père d'une pléiade de grands reproducteurs, étalons comme poulinières. D'abord Pharos, père du champion invaincu Pharis, auteur en 1939 du doublé Prix du Jockey Club / Grand Prix de Paris, puis sacré tête de liste des étalons en France en 1944, et surtout  d'un autre champion invaincu, l'Italien Nearco, père de Nasrullah et grand-père de Northern Dancer, deux des plus grands étalons du siècle, ce dernier étant inbred 4x5 sur Phalaris, c'est-à-dire que celui-ci est présent à la quatrième et la cinquième génération dans son pedigree. Ensuite, via son fils Sickle, la principale alternative alternative à la lignée de Northern Dancer, à savoir celle qui passe par Native Dancer, Raise a Native, et Mr. Prospector, descend aussi de Phalaris. En somme, on peut dire qu'il a fait basculer l'élevage dans l'ère moderne en injectant beaucoup de vitesse dans les pedigrees, et on serait bien en peine, aujourd'hui encore, de trouver un pur-sang de haut niveau dépourvu du sang de Phalaris.

## Origines
Polymelus, le père de Phalaris, fut le meilleur étalon de son temps en Angleterre et en Irlande, où il fut cinq fois champion sire (1914, 1915, 1916, 1920 et 1921) et revendique également Fifinella (la dernière pouliche à avoir remporté le Derby d'Epsom, en 1916), Pommern (Triple couronne anglaise) ou Parth (Prix de l'Arc de Triomphe). Bromus, la mère, qui présente un inbreeding serré (2x3) sur l'étalon Springfield, donna également un autre cheval de talent, Hainault (par Swynford), qui remporta plusieurs courses importantes.

### Pedigree
| Origines de Phalaris (GB), mâle bai né en 1913 | Origines de Phalaris (GB), mâle bai né en 1913 | Origines de Phalaris (GB), mâle bai né en 1913 | Origines de Phalaris (GB), mâle bai né en 1913 |
| ---------------------------------------------- | ---------------------------------------------- | ---------------------------------------------- | ---------------------------------------------- |
| Père Polymelus                                 | Cyllene                                        | Bona Vista                                     | Bend Or                                        |
| Père Polymelus                                 | Cyllene                                        | Bona Vista                                     | Vista                                          |
| Père Polymelus                                 | Cyllene                                        | Arcadia                                        | Isonomy                                        |
| Père Polymelus                                 | Cyllene                                        | Arcadia                                        | Distant Shore                                  |
| Père Polymelus                                 | Maid Marian                                    | Hampton                                        | Lord Clifden                                   |
| Père Polymelus                                 | Maid Marian                                    | Hampton                                        | Lady Langden                                   |
| Père Polymelus                                 | Maid Marian                                    | Quiver                                         | Toxophilite                                    |
| Père Polymelus                                 | Maid Marian                                    | Quiver                                         | Mère par Young Melbourne                       |
| Mère Bromus                                    | Sainfoin                                       | Springfield                                    | St. Albans                                     |
| Mère Bromus                                    | Sainfoin                                       | Springfield                                    | Viridis                                        |
| Mère Bromus                                    | Sainfoin                                       | Sanda                                          | Wenlock                                        |
| Mère Bromus                                    | Sainfoin                                       | Sanda                                          | Sandal                                         |
| Mère Bromus                                    | Cheery                                         | St. Simon                                      | Galopin                                        |
| Mère Bromus                                    | Cheery                                         | St. Simon                                      | St. Angela                                     |
| Mère Bromus                                    | Cheery                                         | Sunrise                                        | Springfield                                    |
| Mère Bromus                                    | Cheery                                         | Sunrise                                        | Sunray (famille: 1-i)                          |